# Нодзава, Масако
Масако Нодзава (яп. 野沢雅子 Нодзава Масако, 25 октября, 1936, префектура Токио) — японская сэйю.

## Биография
Нодзава родилась в семье художника Рёсю Нодзава. Её тётей была актриса Сэйно Сасаки. Актёрский дебют Масако состоялся ещё в трёхлетнем возрасте, а дебют в качестве сэйю где-то в районе 10 лет (это был дубляж американского фильма, но поскольку дубляж вёлся вживую, то никаких тогдашних записей её голоса сделано не было). Её подругой детства была cэйю Фуюми Сираиси. 
Нодзава имеет что-то вроде негласного прозвища «вечный мальчик», так как за всю её многолетнюю карьеру большинством озвучиваемых ею персонажей были мальчики или мальчики-подростки.

## Позиции в Гран-при журнала Animage
- 1979 год — 4-е место в Гран-при журнала Animage в номинации на лучшую женскую роль[1];
- 1980 год — 6-е место в Гран-при журнала Animage в номинации на лучшую женскую роль[2];
- 1981 год — 10-е место в Гран-при журнала Animage в номинации на лучшую женскую роль[3];
- 1982 год — 8-е место в Гран-при журнала Animage в номинации на лучшую женскую роль[4];
- 1983 год — 13-е место в Гран-при журнала Animage в номинации на лучшую женскую роль[5];
- 1987 год — 17-е место в Гран-при журнала Animage в номинации на лучшую женскую роль[6];
- 1988 год — 14-е место в Гран-при журнала Animage в номинации на лучшую женскую роль[7];
- 1989 год — 10-е место в Гран-при журнала Animage в номинации на лучшую женскую роль[8];
- 1990 год — 7-е место в Гран-при журнала Animage в номинации на лучшую женскую роль[9];
- 1991 год — 6-е место в Гран-при журнала Animage в номинации на лучшую женскую роль[10];
- 1992 год — 4-е место в Гран-при журнала Animage в списке лучших сэйю[11];
- 1993 год — 14-е место в Гран-при журнала Animage в списке лучших сэйю[12];
- 1994 год — 18-е место в Гран-при журнала Animage в списке лучших сэйю[13]

## Роли в аниме
- 1966 год — Mahou Tsukai Sally (Тонкити Ханамура);
- 1967 год — Bouken Gaboten Shima (Габо);
- 1968 год — Щелкунчик Китаро (ТВ-1) (Китаро);
- 1969 год — Летающий корабль-призрак (Хаято);
- 1970 год — Ashita no Joe (Юри);
- 1973 год — Panda no Daiboken (Джамбо);
- 1974 год — Hoshi no Ko Poron (Порон);
- 1974 год — Tentoumushi no Uta (Кадзэ Дайдзаэмон);
- 1975 год — Пчелка Майя (ТВ-1) (Вилли);
- 1975 год — Ganba Bouken Tachi (Гамба);
- 1975 год — La Seine no Hoshi (Дантон);
- 1976 год — Huckleberry no Bouken (Гекльберри Финн);
- 1977 год — Енот по имени Раскал (Раскал);
- 1977 год — Гран-при (Хангоро Оосэ);
- 1978 год — Галактический экспресс 999 (ТВ) (Тэцуро Хосино);
- 1979 год — Tondemo Nezumi Daikatsuyaku (Тондэмо Нэдзуми);
- 1979 год — Галактический экспресс 999 - Фильм (Тэцуро Хосино);
- 1979 год — Ginga Tetsudou 999: Kimi wa Senshi no You ni Ikirareru ka? (Тэцуро Хосино);
- 1980 год — Приключения Тома Сойера (Том Сойер);
- 1980 год — Glass no Clair - Ginga Tetsudo 999 (Тэцуро Хосино);
- 1980 год — Ginga Tetsudo 999: Eien no Tabibito Emeraldas (Тэцуро Хосино);
- 1980 год — Tsurikichi Sanpei (Сампэй);
- 1980 год — Кайбуцу-кун (ТВ-2) (Кайбуцу-кун);
- 1980 год — Ginga Tetsudo 999: Kimi wa Haha no You ni Aiseru ka!! (Тэцуро Хосино);
- 1981 год — Hyakujuu Ou Golion (Хироси Судзуйси / Хонерва);
- 1981 год — Кайбуцу-кун (фильм первый) (Кайбуцу-кун);
- 1981 год — Прощай, Галактический экспресс 999: Конечная Станция „Андромеда“ (Тэцуро Хосино);
- 1981 год — Училка Матико (Кэнта);
- 1981 год — Несносные пришельцы (ТВ) (Кинтаро);
- 1982 год — Кайбуцу-кун (фильм второй) (Кайбуцу-кун);
- 1982 год — Пчелка Майя (ТВ-2) (Вилли);
- 1983 год — Midori no Neko (Грин);
- 1983 год — Fushigi no Kuni no Alice (Белый Кролик);
- 1983 год — Igano Kabamaru (Су Мацуно);
- 1983 год — Ginga Hyouryuu Vifam TV (Кент Нортон);
- 1984 год — Ginga Hyouryuu Vifam: Kachua Kara no Tayori (Кент Нортон);
- 1984 год — Ginga Hyouryuu Vifam: Atsumatta 13-nin (Кент Нортон);
- 1985 год — Ginga Hyouryuu Vifam: Kieta 12-nin (Кент Нортон);
- 1985 год — Hey! Bunbuu (Бумбу);
- 1985 год — Round Vernian Vifam: Keito no Kioku Namida no Dakkai Sakusen (Кент Нортон);
- 1986 год — The Story of Pollyanna, Girl of Love (Полли (тётя Поллианны));
- 1986 год — Драгонболл (ТВ) (Сон Гоку);
- 1986 год — Драгонболл: Фильм первый (Сон Гоку);
- 1987 год — Драгонболл: Фильм второй (Сон Гоку);
- 1987 год — 80 дней вокруг света с Вилли Фогом (Чико);
- 1987 год — Kamen No Ninja Akakage (Аокагэ);
- 1987 год — Hitomi no Naka no Shounen: Juugo Shounen Hyouryuuki (Костер);
- 1988 год — Драгонболл: Фильм третий (Сон Гоку);
- 1988 год — Biriken (Билли);
- 1989 год — Aoi Blink (Какэру);
- 1989 год — Драгонболл Зет (ТВ) (Сон Гоку / Сон Гохан / Сон Готэн);
- 1989 год — Драгонболл Зет: Фильм первый (Сон Гоку / Сон Гохан);
- 1989 год — Dash! Yonkuro (Ёнкуро Хиномару);
- 1990 год — Драгонболл Зет: Фильм второй (Сон Гоку / Сон Гохан);
- 1990 год — Драгонболл Зет: Фильм третий (Сон Гоку / Сон Гохан);
- 1990 год — Драгонболл Зет: Спэшл первый (Сон Гоку / Бардок);
- 1990 год — Хаккэндэн: Легенда о Псах-Воинах (Камэдзаса);
- 1991 год — Драгонболл Зет: Фильм четвертый (Сон Гоку / Сон Гохан);
- 1991 год — Драгонболл Зет: Фильм пятый (Сон Гоку / Сон Гохан / Бардок);
- 1992 год — Драгонболл Зет: Фильм шестой (Сон Гоку / Сон Гохан);
- 1992 год — Драгонболл Зет: Фильм седьмой (Сон Гоку / Сон Гохан);
- 1993 год — Драгонболл Зет: Спэшл второй (Сон Гоку / Сон Гохан);
- 1993 год — Драгонболл Зет: Фильм восьмой (Сон Гоку / Сон Гохан);
- 1993 год — Драгонболл Зет: Фильм девятый (Сон Гоку / Сон Гохан);
- 1993 год — Драгонболл Зет OVA (Сон Гоку / Сон Гохан);
- 1994 год — Драгонболл Зет: Фильм десятый (Сон Гоку / Сон Гохан);
- 1994 год — Драгонболл Зет: Фильм одиннадцатый (Сон Гоку / Сон Готэн);
- 1995 год — Драгонболл Зет: Фильм двенадцатый (Сон Гоку / Сон Гохан / Сон Готэн);
- 1995 год — Драгонболл Зет: Фильм тринадцатый (Сон Гоку / Сон Гохан / Сон Готэн);
- 1995 год — Mojakou (Барби);
- 1996 год — Драгонболл БП (ТВ) (Сон Гоку / Сон Гохан / Сон Готэн);
- 1996 год — Драгонболл: Фильм четвёртый (Сон Гоку);
- 1997 год — Драгонболл БП (спэшл) (Сон Гоку / Сон Гоку-младший);
- 1997 год — Elmer no Bouken: My Father's Dragon (Близорукая Мышь);
- 1998 год — Галактический экспресс 999: Вечная фантазия (Тэцуро Хосино);
- 1999 год — Dual! Parallel Lun-Lun Monogatari (Рэйка Нандзёин);
- 2000 год — Любовь и Хина (ТВ) (Хина Урасима);
- 2000 год — Ojarumaru: Yakusoku no Natsu Ojaru to Semira (Сэмира);
- 2000 год — Любовь и Хина - рождественский спецвыпуск (Хина Урасима);
- 2001 год — Digimon Tamers (Гилмон);
- 2001 год — Daisuki! BuBu ChaCha (Хаустер);
- 2003 год — Реквием из Тьмы (Белый Отшельник / Чёрный Отшельник);
- 2004 год — Futari Wa Precure (Санаэ Юкисиро (бабушка Хоноки));
- 2005 год — Digital Monster X-Evolution (Дукэмон);
- 2005 год — Futari wa Pretty Cure Max Heart TV (Санаэ Юкисиро (бабушка Хоноки));
- 2005 год — Eiga Futari wa Precure Max Heart 2: Yukizora no Tomodachi (Санаэ Юкисиро (бабушка Хоноки));
- 2006 год — Zenmai Zamurai (Дангоя-обаба);
- 2006 год — Влюбиться! Чудесная книга о сэйю (Такэмия-сэнсэй);
- 2006 год — Kirarin Revolution (Обаа-тян);
- 2006 год — Заградители (Юмэко Хананокодзи (Мадза сан));
- 2007 год — Галактические Железные Дороги OVA (Тэцуро Хосино);
- 2008 год — Китаро с кладбища (Китаро);
- 2008 год — Ван-Пис: Фильм девятый (Доктор Курэха);
- 2008 год — Kiku-chan to Ookami (Волчица);
- 2008 год — Драгонболл: Сон-Гоку и друзья возвращаются!! (Сон Гоку / Сон Гохан / Сон Готэн);
- 2009 год — Мари и Гали (первый сезон) (Мадам Кюри);
- 2009 год — Перекрёстная игра (Номо (кот));
- 2009 год — Dragon Ball Kai (Сон Гоку / Сон Гохан);
- 2009 год — Ginga Tetsudou 999: Diamond Ring no Kanata e (Тэцуро Хосино);
- 2010 год — Мари и Гали (второй сезон) (Мадам Кюри)
- 2015 год — Dragon Ball Super (Сон Гоку, Сон Гохан, Сон Готен, Блэк Гоку)
- 2018 год — Dragon Ball Super: Broly (Сон Гоку / Бардок)
- 2024 год — Dragon Ball Daima (Сон Гоку)